# Franz Krassnig
Franz Krassnig (Alternativ: Franz Kraßnig) war ein österreichischer Kommunalpolitiker (ÖVP). Von 1946 bis 1948 bekleidete er das Amt des Vizebürgermeisters der Landeshauptstadt Klagenfurt.

## Biographie
Anfang 1946 trat der von den Britischen Besatzern 1945 ernannte ÖVP-Vizebürgermeister von Klagenfurt, Josef Matt, aufgrund seiner Berufung in den Nationalrat von seinem Amt zurück (siehe Klagenfurter Gemeinderat 1945). Zu seinem Nachfolger wurde Franz Krassnig nominiert, er trat sein Amt am 29. Jänner 1946 an. Bald wurden – insbesondere seitens der KPÖ – Vorwürfe laut, wonach Krassnig sich durch die Denunziation und folgende KZ-Haft eines Klagenfurter Bürgers 1939 eines Verstoßes gegen das Kriegsverbrechergesetz schuldig gemacht hatte. Im Februar 1947 wurde Krassnig durch die Kärntner Landesregierung vorläufig seines Vizebürgermeisteramtes und seiner Mitgliedschaft im Gemeindeausschuss enthoben, und Ermittlungen der Staatsanwaltschaft eingeleitet. Krassnig beeinspruchte die Suspendierung und blieb 1947 weiter als Vizebürgermeister tätig. Der 1948 nach einer Erweiterung des Gemeinderates neu konstituierten Stadtregierung gehörte er nicht mehr an.